# Jessica Thornton
Jessica Thornton, född 12 april 1998, är en friidrottare från Australien. Hon deltog vid olympiska sommarspelen 2016.